# Oxovitisine A
Oxovitisine A is een oxovitisine, een subklasse van de pyranoanthocyanines, met een 2-pyron-deelstructuur (de onderste ring van de drie met elkaar verknoopte ringen). Het wordt onder andere aangetroffen in oude port. Het bevat niet, zoals de anthocyanen, een oxonium-structuur. Het daarbij horende absorptie-maximum bij 520 nm ontbreekt dan ook.  Oxovitasine A is de geoxideerde vorm van vitasine A (carboxypyranomalvidin-3-glucoside).
Oxovitasines zijn gelige, stabiele stoffen, zij vertonen alle een duidelijk absorptie-maximum in het UV-gebied bij ongeveer 370 nm.